# Friedrich Haux (Textilfabrikant, 1887)
Friedrich Haux, häufig Fritz Haux, (* 21. Oktober 1887 in Ebingen, heute Stadtteil von Albstadt; † 13. April 1966 ebenda) war ein deutscher Unternehmer in der Textilindustrie und Politiker der DVP. Er war Mitinhaber des Unternehmens Gebr. Haux (Trikotagen, Spinnerei und Elektrizitätswerk) in Ebingen.

## Leben
Haux wurde als Sohn des Textilunternehmers Friedrich Haux geboren. Er studierte zunächst Rechtswissenschaft an der Eberhard Karls Universität Tübingen, der Friedrich-Wilhelms-Universität Berlin und der Ruprecht-Karls-Universität Heidelberg und trat im Anschluss in den Höheren Justiz- und Finanzdienst ein. Als er in jungen Jahren Mitinhaber des familieneigenen Unternehmens wurde, trat er aus dem Staatsdienst aus. Als Unternehmer erwarb er sich Verdienste durch gemeinnützige Stiftungen und durch den Bau preiswerter Werkswohnungen für seine Belegschaft. 
Neben seiner unternehmerischen Tätigkeit übernahm Haux Ämter in zahlreichen Gremien der regionalen Wirtschaft. Bis 1933 war er Vorsitzender des Gewerbe- und Handelsvereins in Ebingen und Mitglied der Industrie- und Handelskammer Reutlingen. Nach Ende des Zweiten Weltkriegs Vizepräsident der Industrie- und Handelskammer Reutlingen, Hauptausschussmitglied des Deutschen Industrie- und Handelskammertages (DIHT) in Frankfurt am Main, Vorsitzender des Industrieverbandes in Balingen, Ausschussmitglied der Fachverbände der Textilindustrie sowie Aufsichtsratsmitglied zahlreicher Unternehmen.
Von 1931 bis 1933 und von 1946 bis 1948 war er stellvertretender Bürgermeister von Ebingen und Mitglied der Kreisversammlung. Laut seiner Entnazifizierungsakte war er Mitglied der Deutschen Demokratischen Partei und kam im März 1933 wegen politischer Unzuverlässigkeit in Schutzhaft. Er war demnach lediglich Mitglied von Nationalsozialistischer Volkswohlfahrt und Nationalsozialistischem Rechtswahrerbund.1946/47 gehörte er als Abgeordneter der Demokratischen Volkspartei (DVP) der Beratenden Landesversammlung des Landes Württemberg-Hohenzollern und von 1947 bis 1952 dem Landtag für Württemberg-Hohenzollern an.

## Ehrungen
- 1952: Großes Bundesverdienstkreuz